# Üçbaş, Karabük
Üçbaş là một xã thuộc thành phố Karabük, tỉnh Karabük, Thổ Nhĩ Kỳ. Dân số thời điểm năm 2010 là 144 người.